# Kill Devil Hill
Kill Devil Hill ist eine US-amerikanische Hard-Rock/Heavy-Metal-Supergroup. Die Band wurde im Jahre 2009 gegründet und steht bei SPV unter Vertrag. Die Diskografie der Band umfasst drei Studioalben.

## Geschichte
Der Gitarrist Mark Zavon, der zuvor in Bands wie W.A.S.P. oder WWIII spielte, nahm im Jahre 2009 ein Demo mit dem Sänger Jason „Dewey“ Bragg (ex-Pissing Razors) auf. Zavon spielte dem ehemaligen Black-Sabbath- und Dio-Schlagzeuger Vinny Appice das Demo vor, von dem Appice begeistert war. Zusammen mit dem ehemaligen Dio-Bassisten Jimmy Bain arbeiteten die Musiker an den Liedern weiter. Bain konnten aufgrund anderweitiger Verpflichtungen nicht als festes Mitglied einsteigen. Dafür stieg der ehemalige Pantera- und Down-Bassist Rex Brown ein, der seit langer Zeit mit Appice befreundet ist. Der Bandname ist von der Stadt Kill Devil Hills in North Carolina abgeleitet, wo die Brüder Wright Anfang des 20. Jahrhunderts die ersten kontrollierten Motorflüge der Welt durchführten.
Am 29. April 2011 spielte die Band in Hollywood ihr erstes Konzert. Es folgte eine mehrmonatige Tournee, bei der die Band neben eigenen Liedern auch einige Coverversionen spielte. Im September 2011 unterzeichneten Kill Devil Hill einen Vertrag mit dem deutschen Plattenlabel SPV. Unter der Leitung des Produzenten Warren Riker nahm die Band ihr selbstbetiteltes Debütalbum auf, welches ursprünglich im März 2012 veröffentlicht werden sollte. Kill Devil Hill wurde schließlich am 25. Mai 2012 veröffentlicht. Im Mai 2012 gingen Kill Devil Hill zusammen mit Adrenaline Mob auf Amerikatournee, bei der beide Bands zunächst ihre eigenen Lieder spielten, ehe die Musiker beider Bands eine gemeinsame Jamsession absolvierten. Für September 2012 war eine Europatournee mit der norwegischen Hard-Rock-Band Audrey Horne geplant, die jedoch abgesagt werden musste.
Das zweite, von Jeff Pilson produzierte Album Revolution Rise wurde im Oktober 2013 veröffentlicht. Im März 2014 gab Vinny Appice seinen Ausstieg bekannt. Er begründete seinen Ausstieg später mit häufigen Verspätungen seiner Bandkollegen bei Proben und Konzerten. Sein Nachfolger wurde Johnny Kelly (Danzig, Type O Negative).
2019 verließ Rex Brown die Band und wurde durch Nico D'Arnese ersetzt. 2021 ging die Band auf Tour. Die Besetzung besteht neben Bragg und Zavon aus Bassist Matt Snell (Ex-Five Finger Death Punch) und Mike Dupke (Ex-W.A.S.P.). Dupke wurde jedoch in einem Interview als „Ersatzdrummer“ bezeichnet.

## Musikstil
Schlagzeuger Vinny Appice beschrieb die Musik von Kill Devil Hill als eine Mischung aus Black Sabbath, Alice in Chains und etwas Led Zeppelin.

## Diskografie
- 2012: Kill Devil Hill
- 2013: Revolution Rise
- 2023: Seas of Oblivion